# Břízovité
Břízovité (Betulaceae) je čeleď vyšších dvouděložných rostlin z řádu
bukotvaré (Fagales). Jsou to keře a stromy s jednoduchými střídavými listy a květy v převislých nebo vzpřímených jednopohlavných jehnědách. Vyskytují se v počtu 145 druhů v 6 rodech v mírném pásu severní polokoule, místy přesahují do tropických hor.
V České republice se vyskytuje celkem 11 původních druhů břízovitých. Některé, především bříza bělokorá (Betula pendula) a líska obecná (Corylus avellana), patří mezi velmi běžné dřeviny.

## Popis

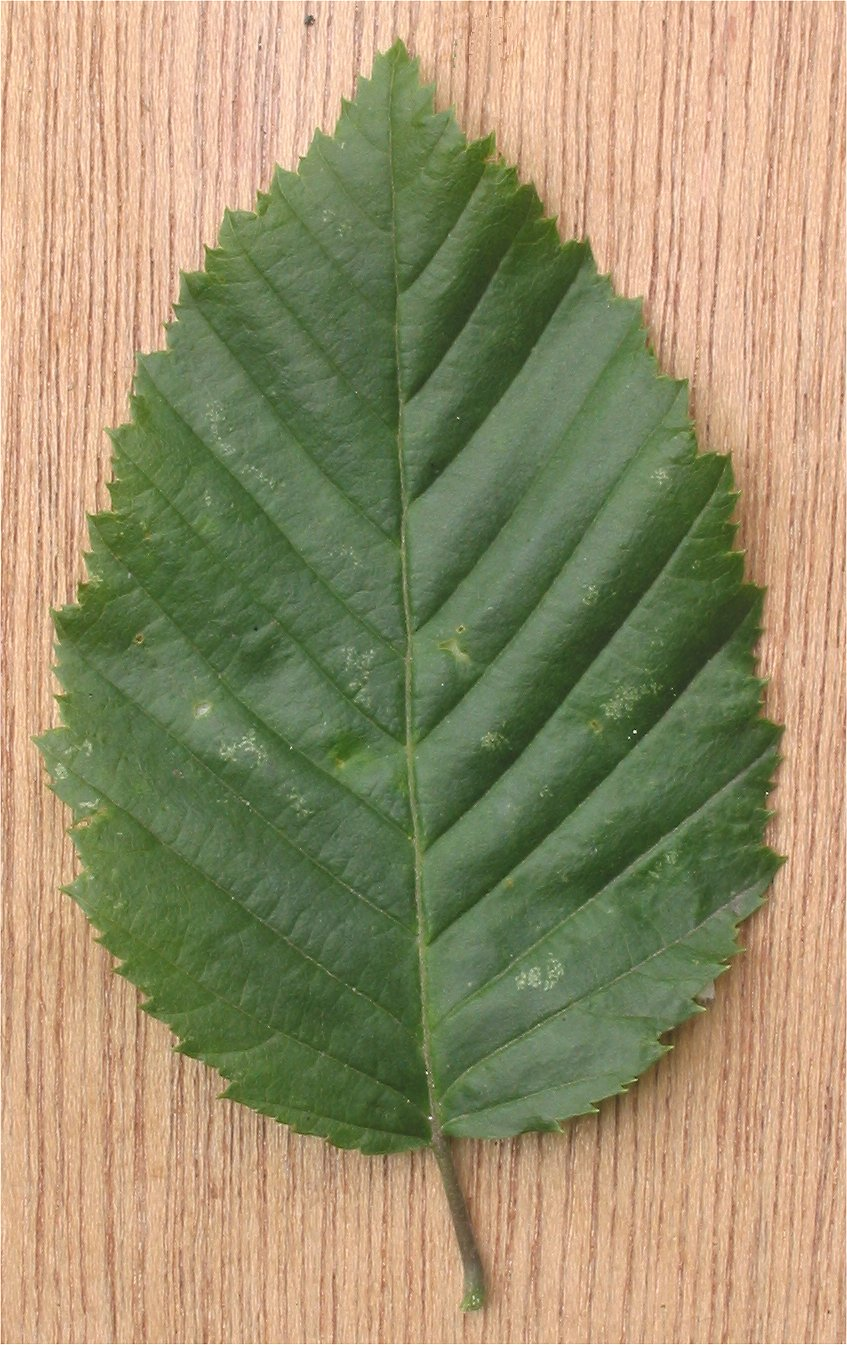
Habr obecný (Carpinus betulus)

Břízovité jsou jednodomé opadavé keře a stromy s jednoduchými střídavými listy s palisty. Borka je hladká nebo šupinovitě odlupčivá, někdy se loupe v tenkých plátech nebo je pokryta vystouplými vodorovnými lenticelami. Chlupy jsou jednoduché, zakončené žlázkou nebo šupinovité. Čepel listů je na okraji (obvykle dvojitě) zubatá, se zpeřenou žilnatinou, jejíž postranní žilky vedou do zubů na okraji čepele. Květenství jsou vrcholová nebo úžlabní, vzpřímené nebo převislé jehnědy. Na každé postranní větévce květenství jsou obvykle 2 až 3 květy ve vrcholičnaté jednotce asociované s drobnými listeny. Květy jsou jednopohlavné, pravidelné, velmi nenápadné, s okvětím redukovaným na 1 až 6 šupinovitých plátků nebo chybějícím. V samčích květech je 1 až 6 (nejčastěji 4) tyčinek s krátkými nitkami. Někdy se počet tyčinek jeví jako větší vlivem těsného spojení 3 květů. Semeník samičích květů je spodní, srostlý ze 2 až 3 plodolistů, ve spodní části se 2 až 3 komůrkami, v horní části spojenými v jedinou komůrku. Čnělky jsou volné. V každém plodolistů je 1 až 2 vajíčka, placentace je axilární. Plodem je drobný jednosemenný oříšek, nažka nebo dvoukřídlá samara, u některých zástupců je plod obalený vytrvalými listeny. Semeno obsahuje dužnatý endosperm a velké embryo.
Květy břízovitých jsou opylovány větrem. Okřídlená semena (bříza, olše) a semena s křídlovitými listeny (habr a habrovec) jsou šířena větrem.
Semena některých druhů olší mají křídla redukovaná a jsou šířena vodou. Plody lísky jsou šířeny hlodavci.
Olše (Alnus) mají na kořenech hlízky se symbiotickými bakteriemi fixujícími vzdušný dusík.

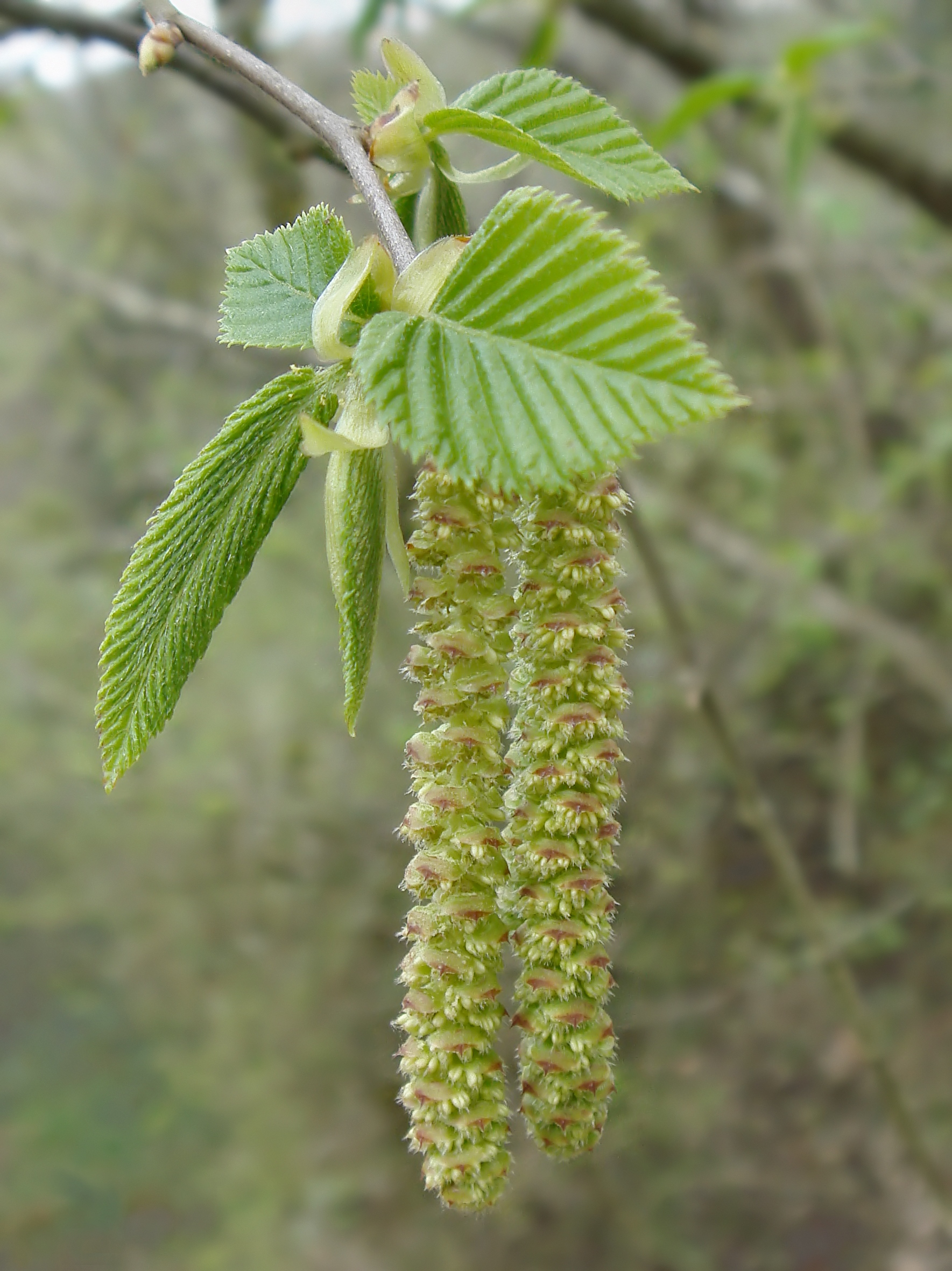
Samčí květenství habrovce habrolistého (Ostrya carpinifolia)
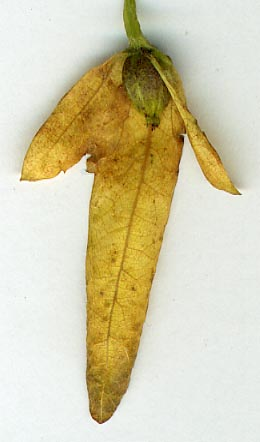
Plod habru obecného (Carpinus betulus)
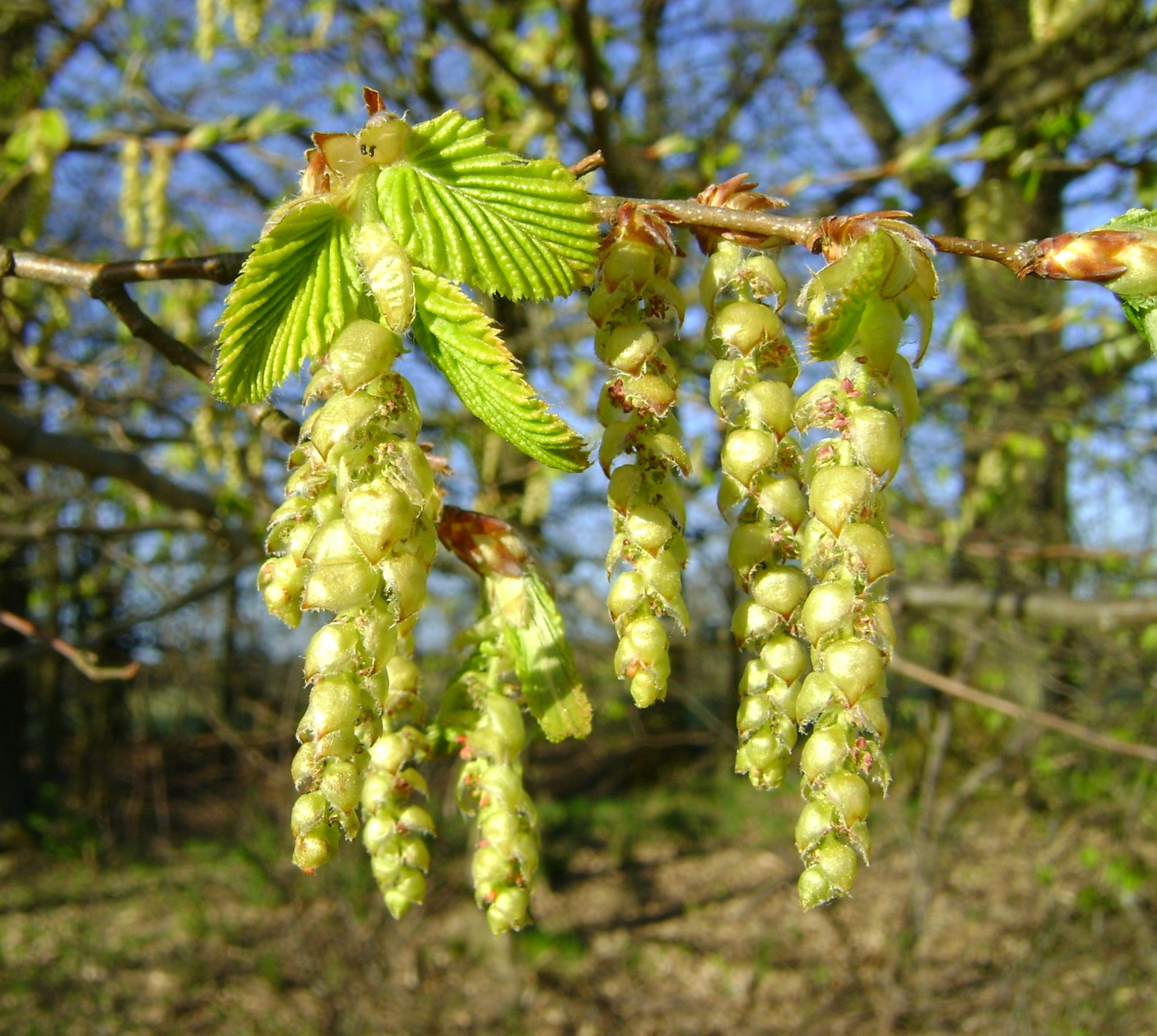
Květenství habru obecného (Carpinus betulus
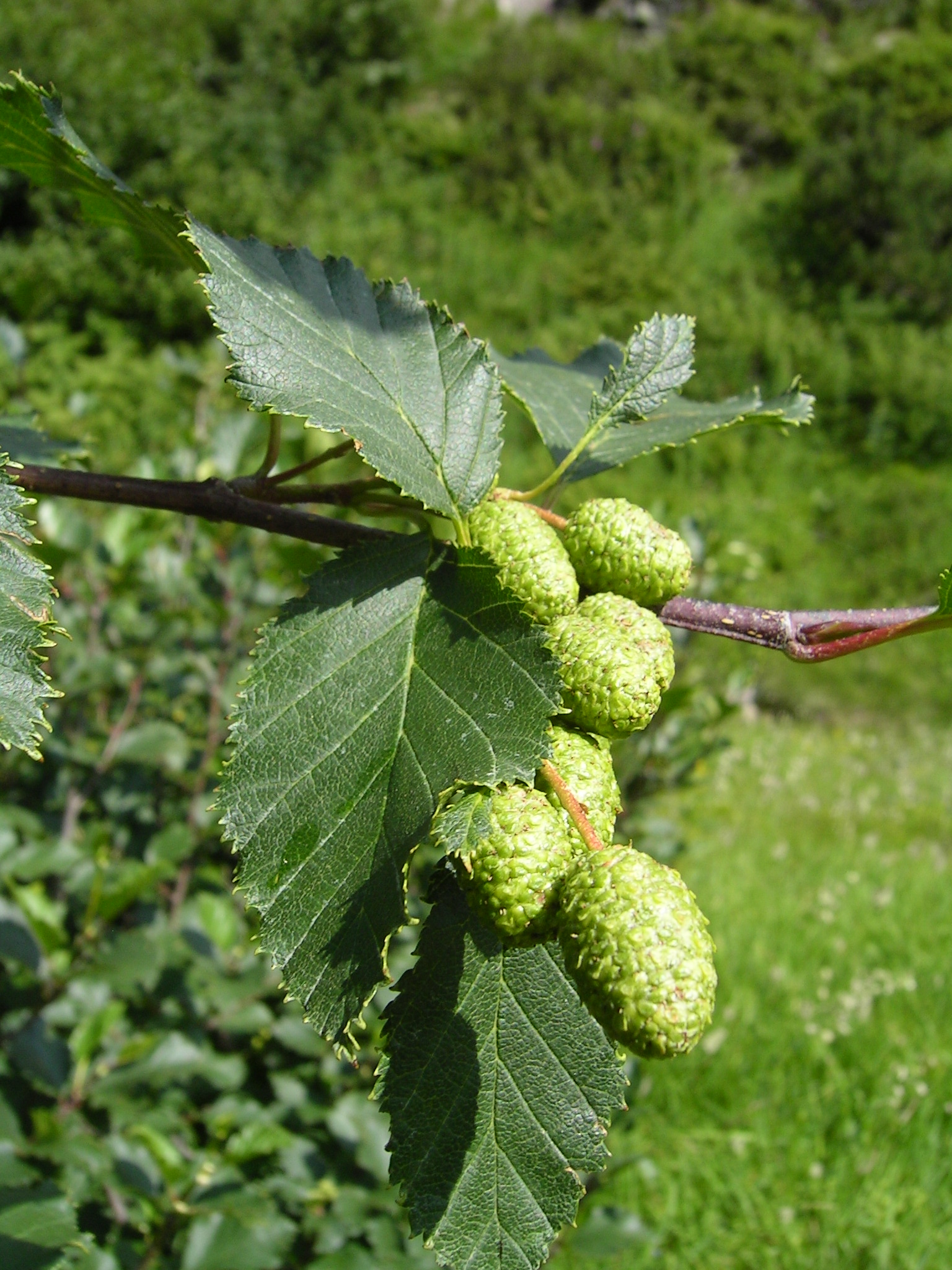
Plody olše zelené (Alnus alnobetula)
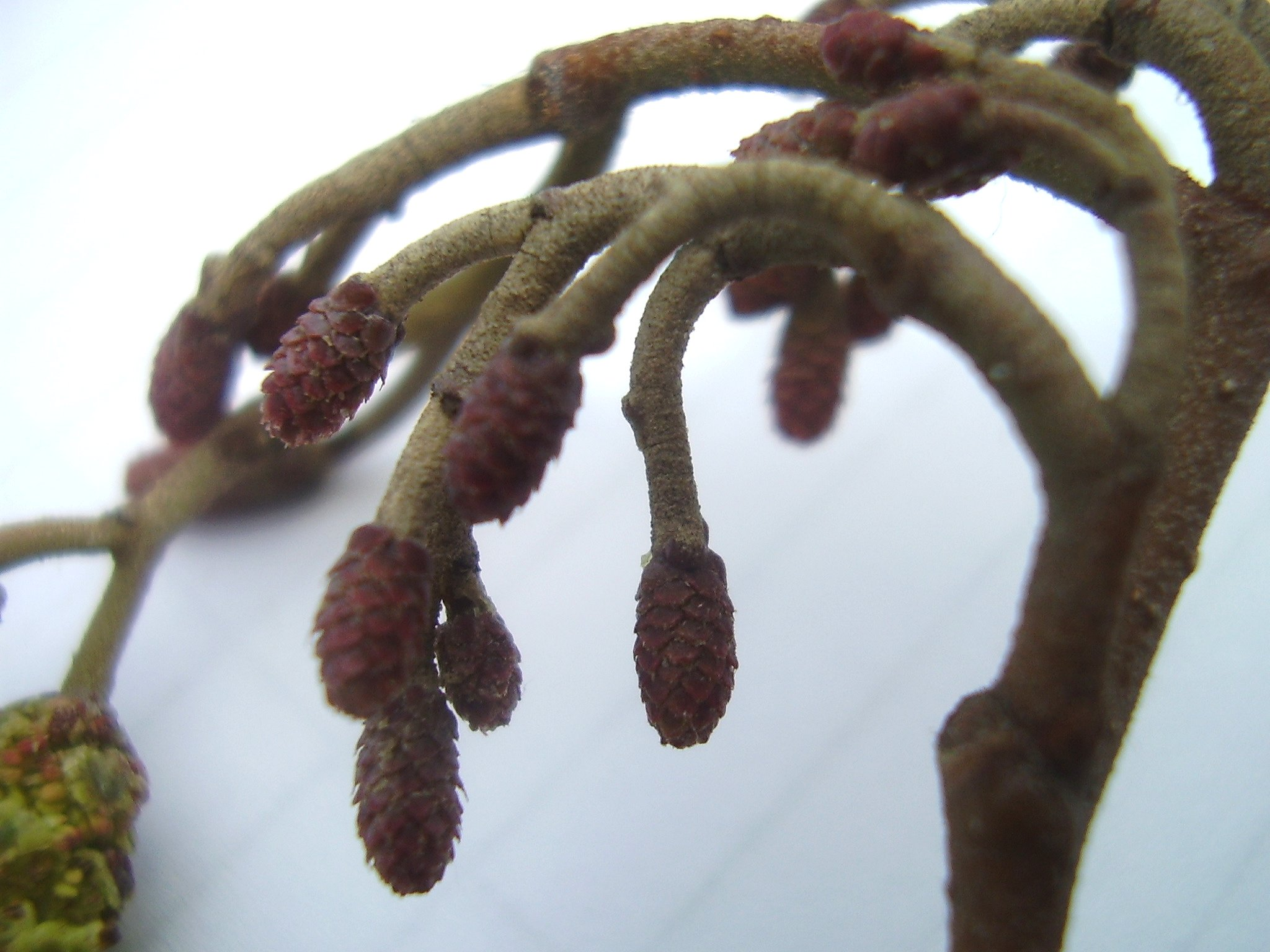
Samičí květenství olše lepkavé (Alnus glutinosa)
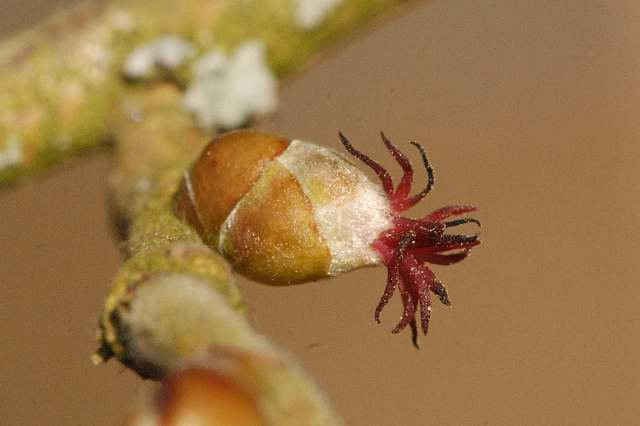
Samičí květenství lísky obecné (Corylus avellana)
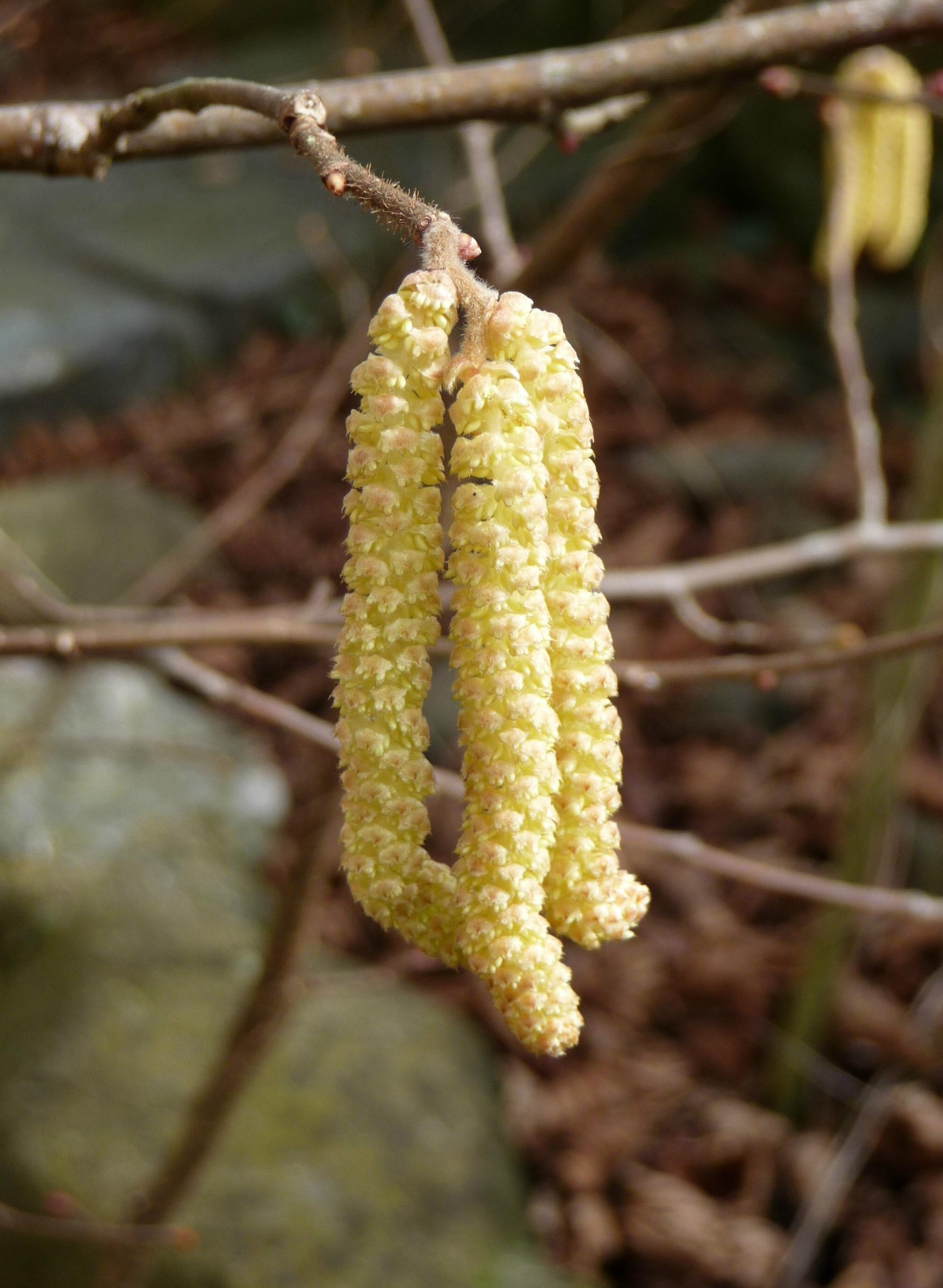
Samčí květenství lísky obecné (Corylus avellana)
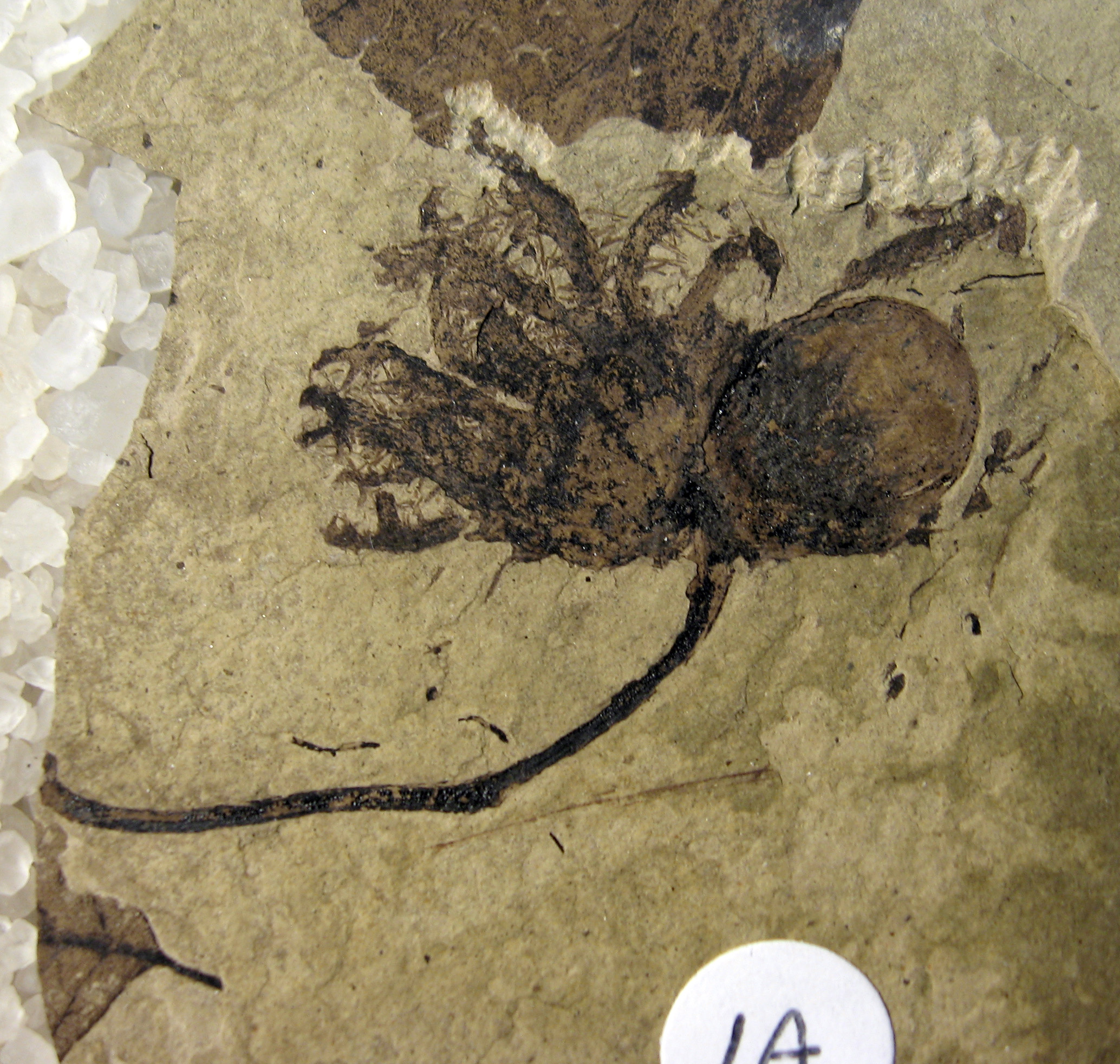
Fosílie plodů lísky Corylus johnsonii

## Taxonomie
Dříve byly břízovité většinou řazeny do řádu Fagales v rámci podtřídy Hamamelididae.
Tradičně byla čeleď členěna na tři podčeledi: Betuloideae, Coryloideae a Carpinoideae, občas pojímané i jako samostatné čeledi břízovité (Betulaceae), lískovité (Corylaceae) a habrovité (Carpinaceae).
V současné taxonomii je čeleď břízovité dělena na 2 podčeledi: Betuloideae a Coryloideae.
- Betuloideae: zahrnuje rody bříza (Betula) a olše (Alnus), její zástupci mají zploštělá semena, listeny jsou srostlé v šupinu, samičí květy jsou bezobalné.
- Coryloideae: rody habr (Carpinus), habrovec (Ostrya), líska (Corylus) a habrovka (Ostryopsis). Samčí květy jsou bezobalné, samičí mají srostlé a zvětšené listeny.[2]

Sesterskou větví břízovitých je podle kladogramů APG čeleď Ticodendraceae, zastoupená jen rodem Ticodendron.
V minulosti bylo od rodu olše (Alnus) oddělováno na základě morfologie 8 druhů do rodu křestice (Duschekia), např. olše zelená, domácí mj. v České republice (Alnus alnobetula).

## Rozšíření
Čeleď zahrnuje asi 145 druhů v 6 rodech. Je rozšířena v severním mírném pásu, odkud expanduje do jihoamerických And a omezeně i do jihovýchodní Asie. V Severní Americe je čeleď zastoupena všemi rody s výjimkou habru (Carpinus) a rodu Ostryopsis.
Olše Alnus jorullensis a Alnus acuminata rostou od Mexika po jihoamerické Andy v nadmořských výškách asi 2000 až 4000m. Do hor tropické Střední Ameriky proniká ze Severní Ameriky habrovec Ostrya virginiana a habr Carpinus caroliniana. Rod habr (Carpinus) proniká místně do jihovýchodní Asie, např. Carpinus londoniana a Carpinus viminea v Thajsku a ve Vietnamu.

### Česká květena
Na území České republiky roste celkem 11 původních druhů ve 4 rodech. Bříza je zde zastoupena 6 druhy. Nejběžnější je bříza bělokorá (Betula pendula), která je charakteristickou pionýrskou a světlomilnou dřevinou. Na zrašelinělých půdách se jako pionýrská dřevina objevuje bříza pýřitá (Betula pubescens). Z dalších stromovitých druhů byla v České republice zjištěna bříza tmavá (Betula obscura) a bříza karpatská (Betula carpatica, někdy uváděná jako poddruh břízy pýřité). Z keřovitých bříz je v České republice na jediné lokalitě u Kadaně bříza ojcovská (Betula oycoviensis) a v Krušných horách, Jizerských horách a na Šumavě drobnolistá bříza trpasličí (Betula nana). Z rodu olše (Alnus) rostou v České republice 3 druhy: nejrozšířenější je olše lepkavá (Alnus glutinosa), charakteristická pro vlhká stanoviště. V horských a podhorských krajích je hojná olše šedá (Alnus incana). Olše zelená (křestice zelená, Alnus alnobetula) je zde původní jen v jižních Čechách a na jihozápadní Moravě. Habr obecný (Carpinus betulus) je na většině území jednou z dominantních složek tzv. dubohabřin, klimaxových lesních porostů na minerálně bohatších půdách kolinního stupně. líska obecná (Corylus avellana) je běžnou pionýrskou dřevinou na odlesněných půdách.
Bříza nízká (Betula humilis) vyhynula na našem území počátkem 20. století. Poslední reliktní lokalita byla na rašelinné louce poblíž Olomouce.

### Evropská květena
V původní evropské květeně jsou zastoupeny všechny rody čeledi s výjimkou čínského rodu habrovka (Ostryopsis). Mimo našich domácích dřevin roste v Evropě olše srdčitá (Alnus cordata) (jižní Evropa), bříza Betula borysthenica (Ukrajina, Rusko), bříza nízká (Betula humilis), habr východní (Carpinus orientalis, jihovýchodní Evropa), líska turecká (Corylus colurna, Balkán a jihovýchodní Evropa), líska největší (Corylus maxima, Jugoslávie a Řecko) a habrovec habrolistý (Ostrya carpinifolia, téměř celé Středomoří)

## Obsahové látky
Běžně jsou zastoupeny třísloviny.
Dalšími obsahovými látkami jsou flavonoidy, pentacyklické triterpeny (např. betulin, obsažený v kůře břízy), kyselina ellagová, kyselina gallová a silice.

Kyselina ellagová
Betulin
Kyselina gallová

## Zástupci
- bříza (Betula)
- habr (Carpinus)
- habrovec (Ostrya)
- habrovka (Ostryopsis)
- olše (Alnus)
- líska (Corylus)

## Využití
Jedlé ořechy poskytují různé druhy lísky (Corylus). Líska největší (Corylus maxima), pocházející z jihovýchodní Evropy a pěstovaná i v ČR (nejčastěji v červenolistém kultivaru 'Purpurea'), má větší ořechy než naše domácí líska obecná (Corylus avellana). V subtropech je pěstována líska Corylus pontica, pocházející z Blízkého východu. Drobné jedlé ořechy v tvrdé skořápce má také stromovitá líska turecká (Corylus colurna).
Šťáva habrovce Ostrya virginiana a olší Alnus acuminata a Alnus jorullensis je v Americe používána k vyčiňování a barvení kůží.
Listy a kůra habrovce Ostrya virginiana jsou v Mexiku používány k medicínským účelům.
Jako okrasné stromy je v ČR pěstována mimo našich domácích dřevin (habr, bříza, olše) celá řada druhů bříz, většina spíše ojediněle jako sbírkové dřeviny. Čistě bílou loupavou kůru má např. bříza papírovitá (Betula papyrifera) a bříza mandžuská (Betula mandshurica). Jiné druhy mají kůru hnědavou až oranžovou, např. bříza užitečná (Betula utilis) a bříza čínská (Betula albo-sinensis). Naproti tomu některé druhy mají neloupavou a tmavou, pro břízu netypickou borku, např. bříza tuhá (Betula lenta). Z dalších okrasných stromů je pěstován habr východní (Carpinus orientalis) a některé asijské druhy habru, dále některé druhy habrovce, nejčastěji jihoevropský habrovec habrolistý (Ostrya carpinifolia). Poměrně často je i v městské zeleni vysazována stromovitá líska turecká (Corylus colurna).
Z keřovitých okrasných dřevin jsou mimo lísky občas vysazovány drobnolisté břízy, např. bříza nízká (Betula humilis), bříza drobná (Betula pumila) a bříza trpasličí (Betula nana).
V truhlářství je používáno dřevo olše lepkavé (Alnus glutinosa) a lísky turecké (Corylus colurna). Dřevo habru obecného (Carpinus betulus) je z našich dřev nejobtížněji opracovatelné, v hustotě, pevnosti v tlaku i v ohybu předčí dřevo dubové. Používáno je i dřevo březové.

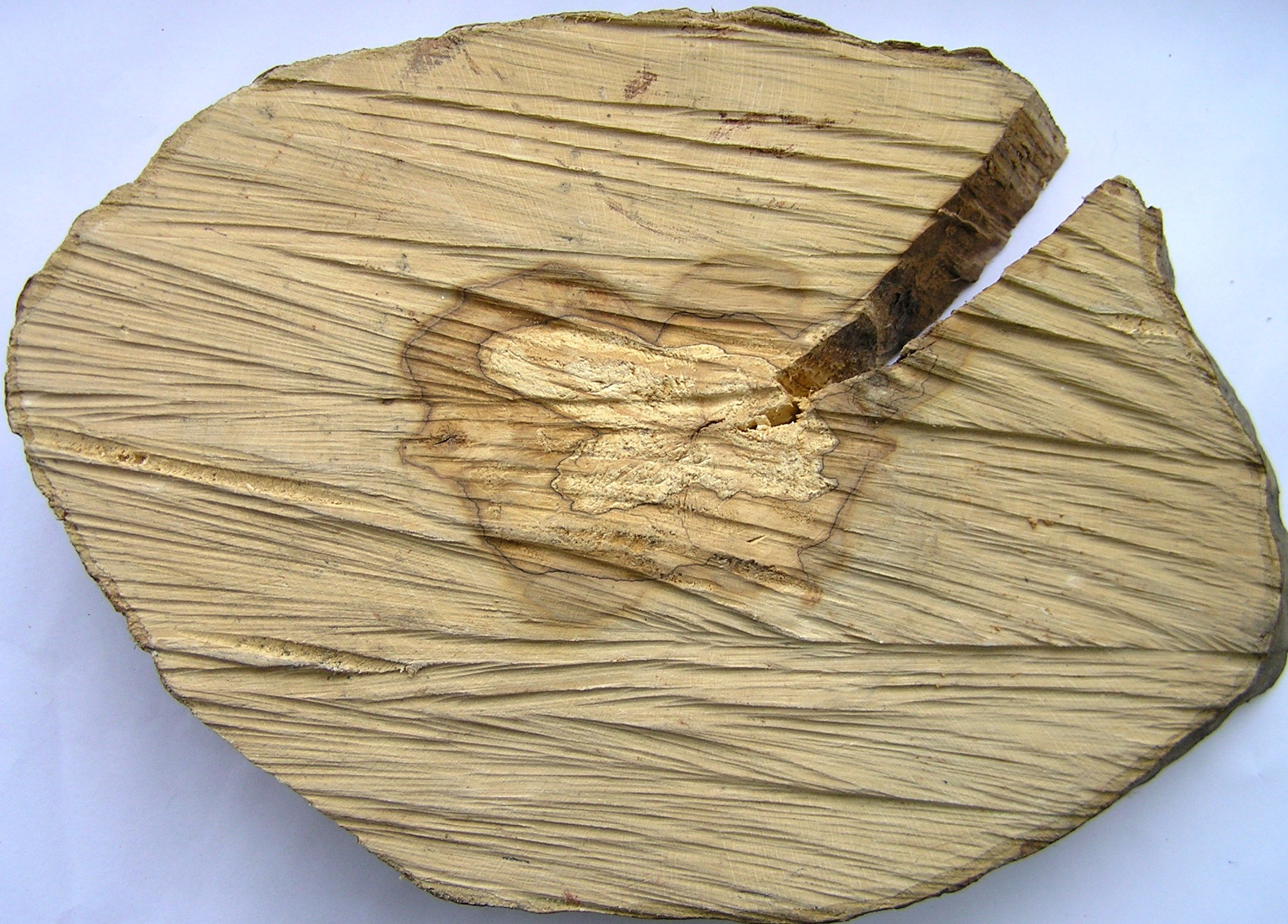
Řez kmenem habru obecného (Carpinus betulus)
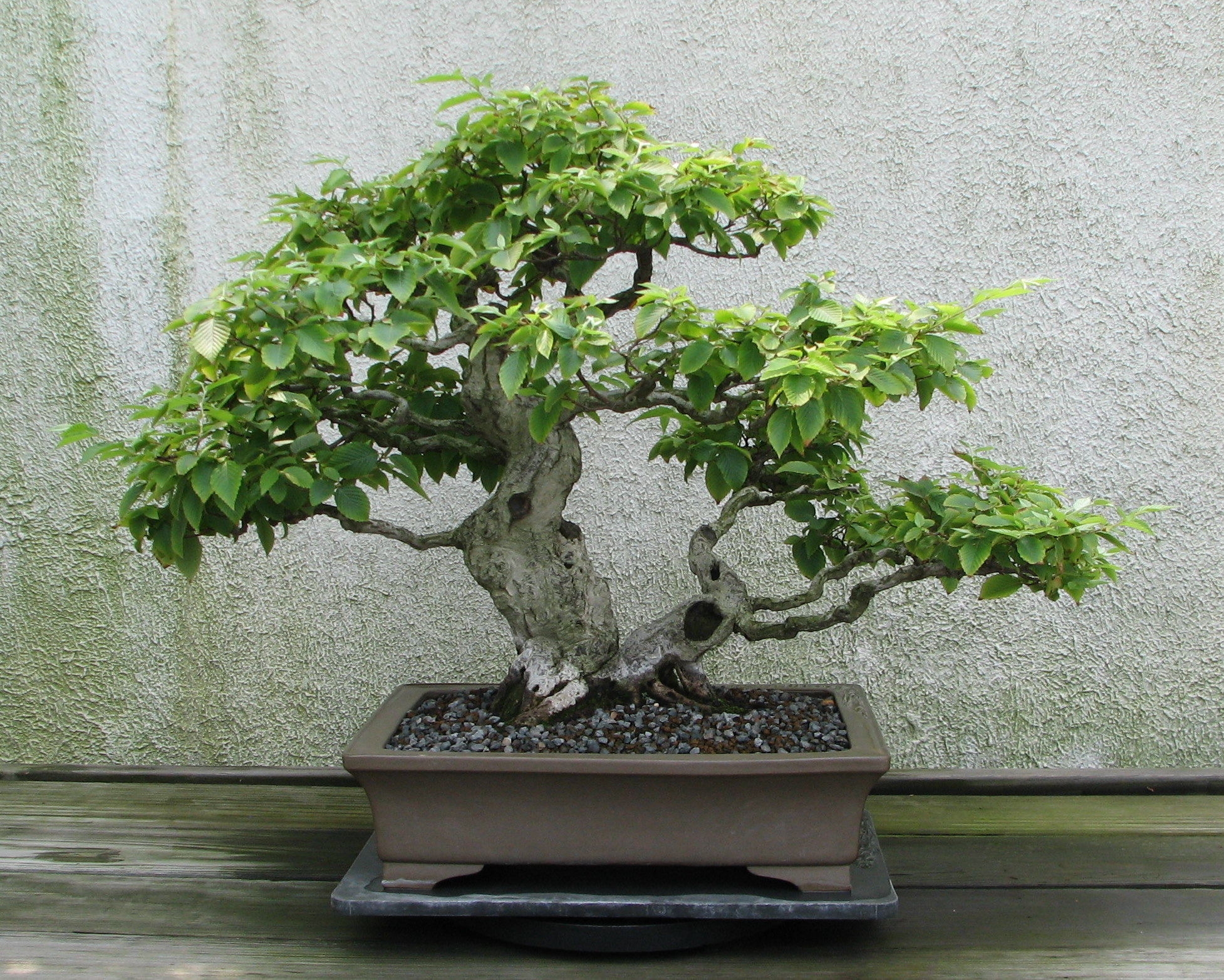
Bonsaj z habru Carpinus tschonoskii
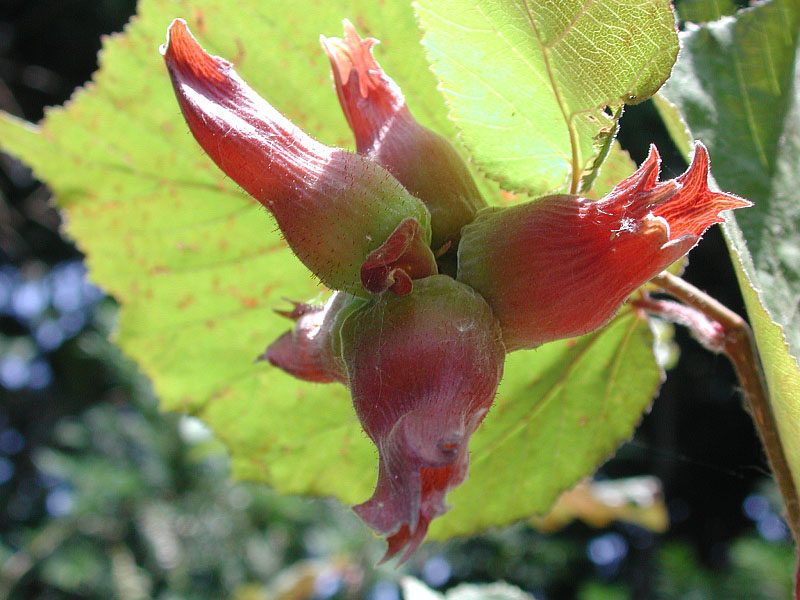
Plody lísky největší (Corylus maxima)

## Seznam rodů
Alnus, Betula, Carpinus, Corylus, Ostrya, Ostryopsis